# Primază
Primaza sau ADN primaza este o enzimă din clasa ARN polimerazelor, care catalizează biosinteza unui scurt fragment de ARN (oligoribonucleotidă) care are 10-12 ribonucleotide și servește drept amorsă (primer) pentru sinteza de ADN dublu catenar în timpul replicarii ADN.